# Woz Not Woz
Singles par Eric Prydz
Slammin
(2004) Call On Me
(2004)
Singles par Steve Angello
Humanity 2 Men
(2004) The Look (I Feel Sexy)
(2004)
Woz Not Woz est une chanson des DJs suédois de musique house Eric Prydz et Steve Angello sorti en 2004. La chanson a été écrite par Eric Prydz, David Weiss, Don Fagenson, Steve Angello et produit par Eric Prydz et Steve Angello. 
Cette chanson est une adaptation du premier titre du groupe américain Was (Not Was) Wheel Me Out (1980). Ce morceau originel, source de Woz Not Woz, est un morceau de dance avant-garde enregistré pour ZE Records. Il a été aussi repris et inclus dans l'album compilation Disco Not Disco (2000).

## Formats et liste des pistes
CD, Cr2 Records
1. Woz Not Woz (Club Mix)
2. Woz Not Woz (Dub Mix)
3. Woz Not Woz (Stringapella)
4. Woz Not Woz (Drums Tools)

Maxi 45 tours, Full Force Session
- A1. Woz Not Woz (Jerry Ropero & Denis The Menace Remix)
- B1. Woz Not Woz (Sandy Wilhelm Remix)
- B2. Woz Not Woz (Original Club Mix)

2005, CD, label Alphabet City
1. Woz Not Woz (Club Radio Edit) – 3:01
2. Woz Not Woz (Club Mix) – 7:08
3. Woz Not Woz (Abysm Remix) – 7:15
4. Woz Not Woz (Horny United Remix) – 6:26

## Classement par pays
| Classement (2004-2005)        | Meilleure Position |
| ----------------------------- | ------------------ |
| France (SNEP)                 | 50                 |
| France Club 40                | 10                 |
| Royaume-Uni Classement single | 55                 |
| Allemagne Classement single   | 63                 |
| Suisse (Schweizer Hitparade)  | 84                 |